# 安迪 (新加坡)
安迪（英語：Saktiandi Supaat，1973年10月28日—），新加坡政治人物與經濟學家，現任新加坡國會碧山-大巴窑集选区國會議員，隸屬人民行動黨。他自2015年首次當選國會議員以來，已連續三屆當選，亦曾出任國會交通事務政府議員委員會主席、財政與貿易委員會成員等職位。進入政界前，安迪曾在新加坡金融管理局與馬來亞銀行擔任高階經濟研究職務，專長於宏觀經濟與匯率政策分析。

## 經歷
安迪自新加坡本地成長，早年接受國民教育，隨後赴澳洲墨爾本大學修讀商業管理學士學位，並於新加坡國立大學獲得應用經濟學碩士學位。他亦曾負笈英國，於劍橋大學賈吉商學院修畢工商管理碩士（MBA），期間展現出對金融市場、宏觀政策與新興經濟體的濃厚興趣。
在投身政界之前，安迪為專業經濟學家，曾於新加坡金融管理局擔任宏觀經濟政策分析職務，後轉至馬來亞銀行擔任新加坡分行經濟研究主管，為亞太區經濟趨勢提供分析建議，其觀點亦經常受媒體引用。
2015年，安迪以人民行動黨候選人身份首次參與新加坡大選，當選為碧山-大巴窑集选区中大巴窯東分區的國會議員，自第13屆國會起連任至今。在國會中，他曾擔任政府議案支持發言人，並積極參與交通、財經與社區發展相關委員會工作。他也常在國會提出質詢與建議，例如關於公務巴士安全、道路交通法規執行、以及因應氣候變遷與金融業發展的相關辯論與政策建議。
除議會工作外，安迪亦擔任大巴窯東市鎮理事會與多個社區組織的顧問，長年參與慈善、年長者服務與青年培力計畫，致力推動族群融合與社區參與。他亦曾於2025年於政府預算案答問環節中代表公共機構就金融機構監管及 fintech發展發言回應。

## 事件

### 質詢「巴勒斯坦影展」言論引爭議
2024年1月，安迪在國會上就「新加坡－巴勒斯坦影展」向內政部提問，關注該活動是否受到適當監管，並詢問政府如何在允許公眾理解國際局勢與維護本地種族宗教和諧之間取得平衡。內政部長尚穆根回應表示，該影展中所有影片皆已由資訊通信媒體發展局（IMDA）完成分類並認為未涉及仇恨或暴力內容，故予以批准。此舉在社交媒體上引發爭議，有部分公眾質疑安迪對巴勒斯坦影展的關注是否與此前對以色列影展處理標準不一致，認為其質詢可能展現偏頗態度或雙重標準。